# Tomislav Sunić
Tomislav Sunić, né en 1953 à Zagreb, est un militant nationaliste blanc américano-croate.

## Biographie
Tomislav Sunić a été diplomate. Il est l'un des dirigeants clés du Parti de la liberté américaine, un parti nationaliste blanc américain.

## Discours publics
Sunić accepta plusieurs invitations et s'exprima devant des groupes d'extrême droite. Ainsi, Sunić prit la parole en 2002 et 2003 à l'Eurofest, évènement sponsorisé par le chapitre de Sacramento de Alliance nationale. Les médias et partis locaux qui ont couvert ces évènements ont considéré les remarques de Sunić comme « anti-immigration », sans pour autant être aussi extrêmes que celles de l'Alliance nationale,. Le titre de son intervention en 2003 était « Du massacre turc envers l'Europe de l'Est au désastre communiste ».

## Œuvres

### Publications en croate
- Američka ideologija: nova europska sudbina ili putokaz u novu katastrofu, Zagreb, Hrvatska sveučilišna naklada, 1993.
- Fragemnti metapolitike, ili, prilozi hrvatskoj političkoj kulturi, K. Krešimir, Zagreb, 1998.

### Publications et traductions en anglais
- Against Democracy and Equality: The European New Right, Peter Lang Publishing, New York, 1990.  (ISBN 9781907166259)
- Dissidents in Titoist Yugoslavia: From Uneasy Consensus to Political Coercion, California State University, Sacramento, 1985.
- Titoism and dissidence: studies in the history and dissolution of Communist Yugoslavia, Peter Lang Publishing, New York, 1995.  (ISBN 9783631477786)
- Cool Croatia, Vineyard Books, Glastonbury, 1999.
- Homo americanus: Child of the Postmodern Age, Booksurge Llc, Charleston, 2007.  (ISBN 978-1419659843)
- Postmortem Report: Cultural Examinations from Postmodernity (Collected Essays), Iron Sky Publishing, Shamley Green, 2010.  (ISBN 978-0956183521)
- Titans are in Town: A Novella and Accompanying Essays, Arktos, 2017, 228 p.  (ISBN 978-1912079513)

### Publications et traductions en français
- Chronique des Temps postmodernes  (ill. Dragoš Kalajić), Lucan, Avatar éditions, 2014, 306 p. (ISBN 978-1-907847-24-0, OCLC 1014154604)
- La Croatie : un pays par défaut ?, Dublin, Avatar éditions, 2010, 256 p. (ISBN 978-0955513299)
- Homo americanus. Rejeton de l’ère postmoderne  (préf. Kevin B. MacDonald), Saint-Genis-Laval, Éditions Akribeia, 2010, 288 p. (ISBN 978-2-913612-42-6)